# سوگا نو اینامه
سوگا نو اینامه (انگلیسی: Soga no Iname; ۱ ژانویهٔ ۰۵۰۶ – ۲۲ مارس ۰۵۷۰) سیاستمدار در زمان امپراتور کین‌می و رهبر خاندان سوگا در دوره آسوکا اهل ژاپن بود. در سال ۵۳۶ پس از میلاد او اولین کسی بود که موقعیت اواومی را به دست آورد که می‌توان با دقت معقولی آن را تأیید کرد. اساساً این به چه معناست: اولین رئیس دولت ژاپن (یا دقیق‌تر رئیس دولتیاماتو (مردم)).